# Enchytraeus christenseni
Enchytraeus christenseni är en ringmaskart som beskrevs av Dózsa-Farkas 1992. I den svenska databasen Dyntaxa används istället namnet Enchytraeus minutus. Enchytraeus christenseni ingår i släktet Enchytraeus och familjen småringmaskar. Arten är reproducerande i Sverige. Inga underarter finns listade i Catalogue of Life.